# 希臘-波黑友誼大廈
希臘-波黑友誼大廈（波斯尼亞語）是一座位於波斯尼亞和黑塞哥維那首都薩拉熱窩的辦公大樓。是波斯尼亞和黑塞哥維那部長會議所在。
大樓經常被誤認為國會大樓，而事實上的國會大樓是位於相鄰的一座樓高五層的大樓內。

## 歷史
大樓在1974年落成，由當時波黑社會主義共和國政府所使用。大樓原名行政會議大廈，是波黑主要的政府辦公處，直到1992年波黑戰爭開始頭幾個星期，薩拉熱窩圍城戰役期間被塞爾維亞炮擊嚴重受損為止。戰後大樓內部受嚴重破壞，被丟空至2006年開始重建為止。

## 重建
2006年，希臘政府為重建提供了八成費用，總成本為17,057,316歐元。工程由希臘公司DOMOTECHNIKI SA承造，2007年7月23日落成啟用。